# Едуард Бернщайн
Вижте пояснителната страница за други личности с името Бернщайн.
Едуард Бернщайн (на немски: Eduard Bernstein) е германски общественик, идеолог на социалдемократизма и политик.
Член на Германската социалдемократическа партия.
Бернщайн е считан за основател на еволюционния социализъм и марксическия ревизионизъм.
В своя капитален труд Предпоставки на социализма и задачите на социалдемокрацията (на немски: Die Voraussetzungen des Sozialismus und die Aufgaben der Sozialdemokratie) (1899) той се занимава с прогнозите на Карл Маркс за упадъка на капитализма. В него Бернщайн излага факти, говорещи в обратна посока, а именно, че централизацията на капиталистическата индустрия, макар да е широка, не е пълна, като освен това, собствеността върху капитала прогресивно се разслоявала.